# Hōgen Monogatari

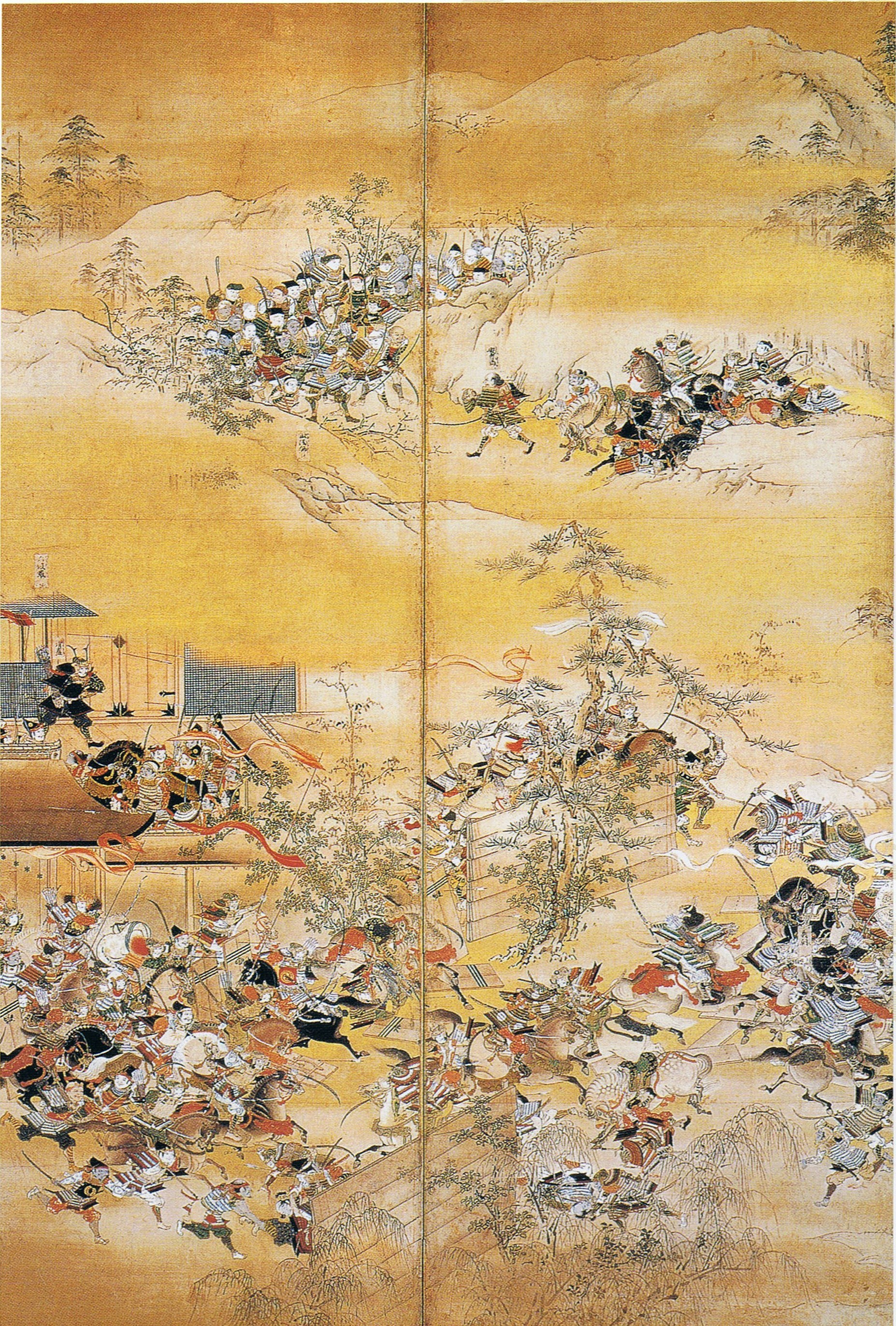
En esta representación de la perturbación de Hogen, el guerrero con armadura negra es Kiyomori Taira.

El Hōgen monogatari (保元物語, Cantar de Hōgen) es una crónica de guerra japonesa o crónica militar (gunki monogatari) que relata los eventos y figuras prominentes de la Rebelión de Hōgen. Se cree que este clásico literario e histórico se completó en el período Kamakura del 1320 d. C. Su autor o autores permanecen desconocidos. Los eventos que se relatan en la historia de Hōgen se convierten en un preludio de la historia que se desarrolla en el Cantar de Heiji.

## Rivalidades
Como en el Cantar de Heiji, las rivalidades multinivel e interrelacionadas conducen a la guerra; y los personajes principales se presentan en el orden de estatus tradicional: Emperadores y exemperadores primero, ministros Fujiwara segundo, y clanes guerreros Minamoto tercero.
- 1.º nivel de rivalidad - un conflicto entre emperadores:
  - Emperador enclaustrado Toba (鳥羽天皇), 1103-1156
  - Emperador enclaustrado Sutoku (崇徳天皇), 1119-1164
  - Emperador reinante Go-Shirakawa (後白河天皇), 1127-1192[4]
- Rivalidad de 2.º nivel: un conflicto entre aristócratas Kuge, entre los hijos de Fujiwara no Tadazane (藤原忠実), 1078-1162
  - Fujiwara no Tadamichi (藤原忠通), 1097-1164
  - Fujiwara no Yorinaga (藤原頼長), 1120-1156[5]
- Rivalidad de 3.º nivel: un conflicto entre (y dentro de) clanes guerreros, entre los hijos de Minamoto no Tameyoshi (源為義), 1096-1156
  - Los hijos mayores de Tameyoshi apoyan a Go-Shirakawa
  - Tameyoshi y sus hijos menores apoyan a Sutoku.[6]

Al igual que en el Cantar de Heiji, la estructura narrativa se divide en tres segmentos:
- La parte 1 presenta a los personajes y sus rivalidades.[4]
- La parte 2 relaciona el curso de los conflictos.[7]
- La parte 3 explica las trágicas consecuencias.[8]

## HistoriografíaMonogatari
Los japoneses han desarrollado una serie de estrategias complementarias para capturar, preservar y diseminar los elementos esenciales de su historia nacional comúnmente aceptada: crónicas de soberanos y eventos, biografías de personas y personalidades eminentes, y los cuentos militares o gunki monogatari. Esta última forma evolucionó desde un interés en registrar las actividades de los conflictos militares a fines del siglo XII. Las batallas principales, las pequeñas escaramuzas y los combates individuales, y las figuras militares que animan estos relatos, se han transmitido de generación en generación en los formatos narrativos del Hōgen monogatari (1156), el Heiji monagatari (1159–1160), y el Heike monogatari (1180-1185).
En cada uno de estos monogatari familiares, las figuras centrales son popularmente conocidas, los eventos más importantes generalmente se entienden, y las estacas tal como se entendieron en ese momento son aceptadas convencionalmente como elementos fundamentales de la cultura japonesa. La precisión de cada uno de estos registros históricos se ha convertido en un tema convincente para estudios posteriores; y se ha demostrado que algunas cuentas resisten un examen detallado, mientras que otros "hechos" presuntos han resultado ser inexactos.